# Джармен, Дерек
Майкл Де́рек Э́лворти Джа́рмен (англ. Michael Derek Elworthy Jarman; 31 января 1942 года, Лондон, Англия — 19 февраля 1994 года, там же) — британский кинорежиссёр-авангардист, сценарист, художник и общественный деятель. Обладатель трёх наград «Тедди» — специального приза Берлинского кинофестиваля за фильмы о сексуальных меньшинствах.

## Биография
Дерек Джармен родился 31 января 1942 года в Лондоне. С 1961 года учился в Королевском Университете Лондона. С 1963 года посещал Школу Искусств Слейда при Университетском колледже Лондона.
К 1970 году Дерек Джармен пришёл в киноиндустрию уже в качестве известного театрального декоратора. Он выступал в роли художника фильма «Дьяволы», поставленного Кеном Расселом. C 1971 года Дерек Джармен начал снимать свои первые короткометражные фильмы. Работая с плёнкой «Super 8 mm», он снял 17 короткометражек до выхода в 1976 году фильма «Себастьян». К формату «Super 8 mm» Джармен возвращался на протяжении всей своей жизни, используя его и в некоторых своих полнометражных картинах. Противоречивый для Британии 1970-х годов «Себастьян» показывал события из жизни Святого Себастьяна, поднимая тему гомосексуальности с позитивной точки зрения. При этом фильм привлёк к себе внимание ещё и тем, что был первым фильмом, полностью снятом на латинском языке. Музыку для «Себастьяна» написал Брайан Ино, впоследствии часто сотрудничавший с Джарменом.
Следующей работой Джармена стала картина «Юбилей». В вышедшем на экраны в 1978 году фильме, снятом в эстетике панк-рок культуры, рассказана история королевы Елизаветы I, путешествующей во времени в XX век, погружённый в разруху и хаос. В самом фильме «засветились» Тойа Уиллкокс, Памела Рук, Нэлл Кэмбелл, Адам Ант, а также группы «Siouxsie and the Banshees» и «The Slits».
В 1979 году Джармен экранизировал пьесу Шекспира «Буря». После чего 7 лет продолжал снимать короткометражные фильмы, при этом собирая средства для следующей картины «Караваджо». Фильм, посвящённый жизни итальянского художника Караваджо, вышел в прокат в 1986 году, не в последнюю очередь благодаря телевизионной компании «Channel 4». С этого момента практически все фильмы режиссёра создавались при помощи телевизионных компаний и благодаря этому показывались на телевидении. С «Караваджо» также началось сотрудничество Джармена с актрисой Тильдой Суинтон.
22 декабря 1986 года у Джармена был диагностирован ВИЧ. С начала 1980-х годов Дерек Джармен был одной из немногих публичных фигур в Великобритании, не скрывавших свою гомосексуальность и привлекавших внимание к проблемам СПИДа.
Сложности, с которыми столкнулся Джармен при создании «Караваджо», заставили режиссёра вновь вернуться к формату «Super 8 mm»: фильмы «Воображаемый Октябрь» и «Разговор с Ангелом» были сняты именно на эту плёнку. Также в 1980-е годы Джармен активно занимался производством музыкальных клипов. За эти годы были сняты клипы для таких групп и музыкантов, как «Throbbing Gristle», «Orange Juice», Марк Алмонд, «The Smiths», Matt Fretton и «Pet Shop Boys».
Следующей вехой в творческом пути Дерека Джармена стал фильм «Ария» — музыкальная лента, состоящая из десяти фрагментов, один из которых, наряду с Николасом Роугом, Кеном Расселлом, Жан-Люком Годаром, Робертом Олтменом и другими сделал Джармен.
В 1988 году вышла картина «На Англию прощальный взгляд», посвящённая современной жизни Великобритании и происходящим в ней драматическим переменам. За этот фильм Джармен удостоился премии «Тедди».
Во время создания фильмов «Реквием войны» и «Сад» Джармен тяжело заболел. Хотя болезнь и не помешала закончить фильмы, после режиссёр создал лишь три фильма. В 1991 году Джармен экранизировал «Эдуарда II» (по одноимённой пьесе Кристофера Марло), который посвящён проблемам гомосексуальности и считается самым радикальным фильмом Джармена на эту тему. После он снял псевдобиографическую драму о жизни известного философа «Витгенштейн». Несмотря на то, что Людвиг Витгенштейн представлен в ней гомосексуалом, сам Джармен соглашался, что каких-либо убедительных оснований считать философа таковым нет.
Последний фильм Джармена «Blue» был снят в 1993 году уже слепым и умирающим от СПИДа режиссёром. Премьера фильма состоялась на канале британского телевидения «Channel 4» совместно с радиостанцией BBC Radio 3, которые одновременно транслировали картинку и звуковую дорожку соответственно.
Последние тексты-сборники эссе, написанные Дереком Джарменом («Современная природа», «Хрома: книга о цвете»), а также фильм «Сад», и фильм Blue посвящены философско-поэтическим размышлениям автора об искусстве, вере, о собственном умирании и о судьбах сексуальных меньшинств на фоне эпидемии ВИЧ и политического бессилия.
Джармен умер 19 февраля 1994 года. Вскоре после смерти режиссёра вышла компиляция его короткометражных фильмов с саундтреком от Брайна Ино «Светлячок».

## Фильмография
Перечислены только полнометражные фильмы.
| Год  | Название на русском         | Название на языке оригинала |
| ---- | --------------------------- | --------------------------- |
| 1993 | Блю                         | Blue                        |
| 1993 | Витгенштейн                 | Wittgenstein                |
| 1991 | Эдуард II                   | Edward II                   |
| 1990 | Сад                         | The Garden                  |
| 1989 | Реквием войны               | War Requiem                 |
| 1988 | На Англию прощальный взгляд | The Last of England         |
| 1987 | Ария                        | Aria                        |
| 1986 | Караваджо                   | Caravaggio                  |
| 1985 | Разговор с ангелами         | The Angelic Conversation    |
| 1980 | В тени солнца               | In the Shadow of the Sun    |
| 1979 | Буря                        | The Tempest                 |
| 1977 | Юбилей                      | Jubilee                     |
| 1976 | Себастьян                   | Sebastiane                  |

## Музыкальные клипы
- The Sex Pistols: The Sex Pistols Number One (1976)
- Марианна Фэйтфул: «Broken English», «Witches' Song», and «The Ballad of Lucy Jordan» (1979)
- Throbbing Gristle: TG Psychic Rally in Heaven (1981)
- Steven Hale: «Touch The Radio Dance» (1984)
- Orange Juice: «What Presence?!» (1984)
- Марк Алмонд: «Tenderness Is a Weakness» (1984)
- The Smiths: «The Queen Is Dead», «Panic», «There Is a Light That Never Goes Out» «Ask» (1986)
- Matt Fretton: «Avatar» (1986)
- Pet Shop Boys: «It’s a Sin», «Rent», and «Projections»
- Coil: «Egyptian Basses»

## Награды и номинации
Перечислены основные награды и номинации. Полный список см. на IMDb.com

### Награды
- 1986 — Премии «Серебряный Медведь» и C.I.D.A.L.C. Берлинского кинофестиваля — за фильм «Караваджо»
- 1987 — Специальный приз жюри Стамбульского кинофестиваля — за фильм «Караваджо»
- 1988 — Премии «Тедди» и C.I.C.A.E. Берлинского кинофестиваля — за фильм «Всё, что осталось от Англии»
- 1991 — Особое упоминание жюри Берлинского кинофестиваля — за фильм «Сад»
- 1992 — Премии «Тедди» и ФИПРЕССИ Берлинского кинофестиваля — за фильм «Эдуард II»
- 1993 — Премия Эдинбургского кинофестиваля — за фильм «Blue»
- 1993 — Премия «Тедди» Берлинского кинофестиваля — за фильм «Витгенштейн»

### Номинации
- 1987 — Премия Каннского кинофестиваля — за фильм «Ария»
- 1991 — Премия Венецианского кинофестиваля — за фильм «Эдуард II»
- 1991 — Премия Московского кинофестиваля — за фильм «Сад»